# 'O pere e 'o musso
'O pere e 'o musso è un piatto tipico della cucina napoletana il cui nome, in italiano, significa il piede e il muso e si riferisce alla sua composizione. Solitamente era venduto per strada in tipici carretti, attualmente in piccoli furgoncini adatti alla vendita  che popolano gli angoli delle città campane.

## Preparazione

### Ingredienti base

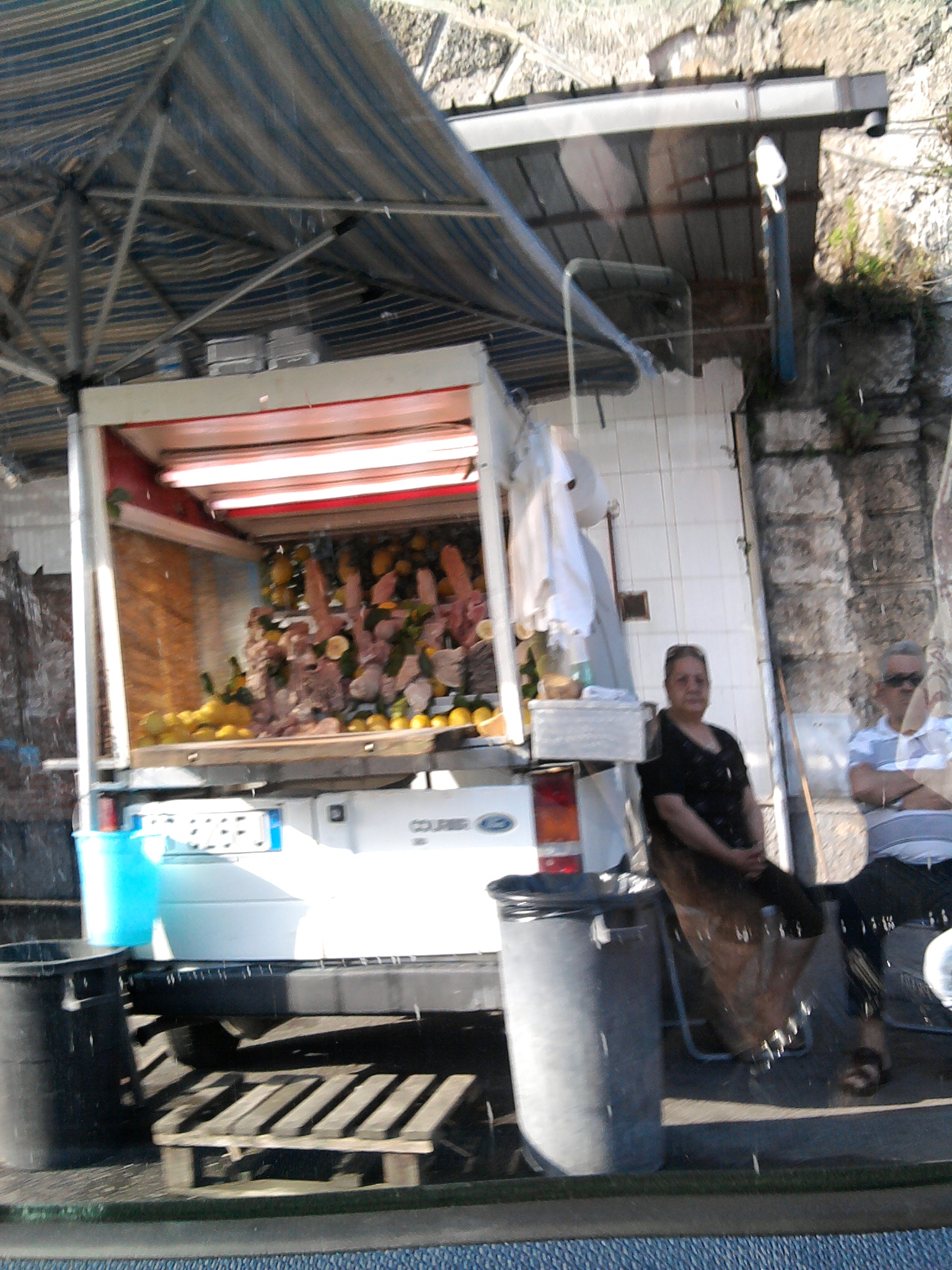
Furgone per la vendita ambulante

Questa specialità culinaria napoletana si prepara con il piede di maiale ('o pere). 'O musso è invece il muso del maiale, si considera musso 'e puorco. 'O pere e 'o musso infatti deriva da una tradizione popolare povera, fatta da gente che non gettava via nulla. Questi ingredienti vengono depilati, bolliti, raffreddati, tagliati in piccoli pezzi e serviti freddi, conditi con sale e succo di limone.

### Possibili aggiunte
Tra gli ingredienti che compongono il piatto, oltre a quelli già menzionati spesso vengono aggiunti anche:
- piede di vitello;[1]
- piede di capretto;[1]

e le frattaglie:
- i quattro stomaci della vitella (tra cui la trippa);[1]
- mammella della mucca da latte;[1]
- utero della vitella;[1]
- retto della vitella.[1]

A volte il condimento de 'o pere e 'o musso prevede, a scelta del cliente, anche l'aggiunta di finocchi, lupini, olive e peperoncino.

### Cibo di strada
Questo tipo di prodotto è reperibile nelle botteghe tradizionali e nelle macellerie e lo si trova frequentemente in vendita anche da postazioni ambulanti, come banchetti o carretti e mezzi motorizzati quali ad esempio gli apecar.
In passato la salatura ambulante veniva effettuata per aspersione servendosi di un caratteristico strumento, un dosatore costituito da un corno animale bucato all'estremità. Tale arnese è ancora in uso presso alcuni venditori.